# Newcomb (New York)
Pour les articles homonymes, voir Newcomb.
Newcomb est une municipalité (town) américaine de l'État de New York, située dans le comté d'Essex.

## Géographie
La municipalité s'étend sur 603,91 km2 autour de la localité du même nom dans le parc Adirondack, au sud-ouest du comté d'Essex, à 180 km au nord d'Albany,. Son territoire présente une forme pentagonale dont la pointe au sud-ouest sépare en deux le territoire de sa voisine Minerva.
| Harrietstown | North Elba | Keene        |
| Long Lake    | Newcomb    | North Hudson |
| Minerva      | Minerva    |              |

## Histoire
La municipalité est créée en 1828 par détachement de parties de celles de Minerva et Moriah.

## Politique et administration
La municipalité est administrée par un superviseur et un conseil de quatre membres élus pour deux ans.